# Judi Shekoni
Judi Shekoni, född 1978 i Manchester, England, är en brittisk skådespelare. Hon är bland annat känd för att ha spelat rollen som Precious Hudson i den brittiska såpoperan EastEnders år 2002. Hon har också spelat i filmer som Gustaf 2, Jekyll och Hyde och Ali G. Hon har även haft gästroller i program som Casualty, Fat Friends och Kungen av Queens. 2005 medverkade hon i TV-serien Reality TV. Hon är grundare av Make It America.

## Biografi
Shekoni bodde och studerade i Los Angeles i 10 år. Medan hon var där filmade hon med Bill Condon i filmen The Twilight Saga: Breaking Dawn Part 2. Hon gick med i ensemblen som huvudrollsinnehavare i miniserien Heroes Reborn år 2015, NBC:s uppföljare av den ursprungliga serien, där hon spelade Joanne Collins mot Zachary Levi.
Shekoni flyttade tillbaka till Storbritannien 2016 och medverkade i den andra säsongen av dramat Ordinary Lies, skrivet av den Bafta-vinnande författaren Danny Brocklehurst, som sändes i november 2016. Hon filmade sedan två säsonger i den kvinnliga huvudrollen mot Donald Sutherland och Ray Winston i den amerikanska kabel-TV-serien Ice, regisserad av Antoine Fuqua (Training Day, Magnificent Seven), där hon spelade Lady Rah, huvudpersonen i diamanthandeln i Los Angeles.
Hon stannade kvar i London och spelade Shrike i Maleficent: Mistress of Evil för Disney, med Angelina Jolie och Michelle Pfeiffer.
Shekoni gick med i Apple TV-serien Foundation som She-Bends-Light år 2023.